# Cova de Dicte

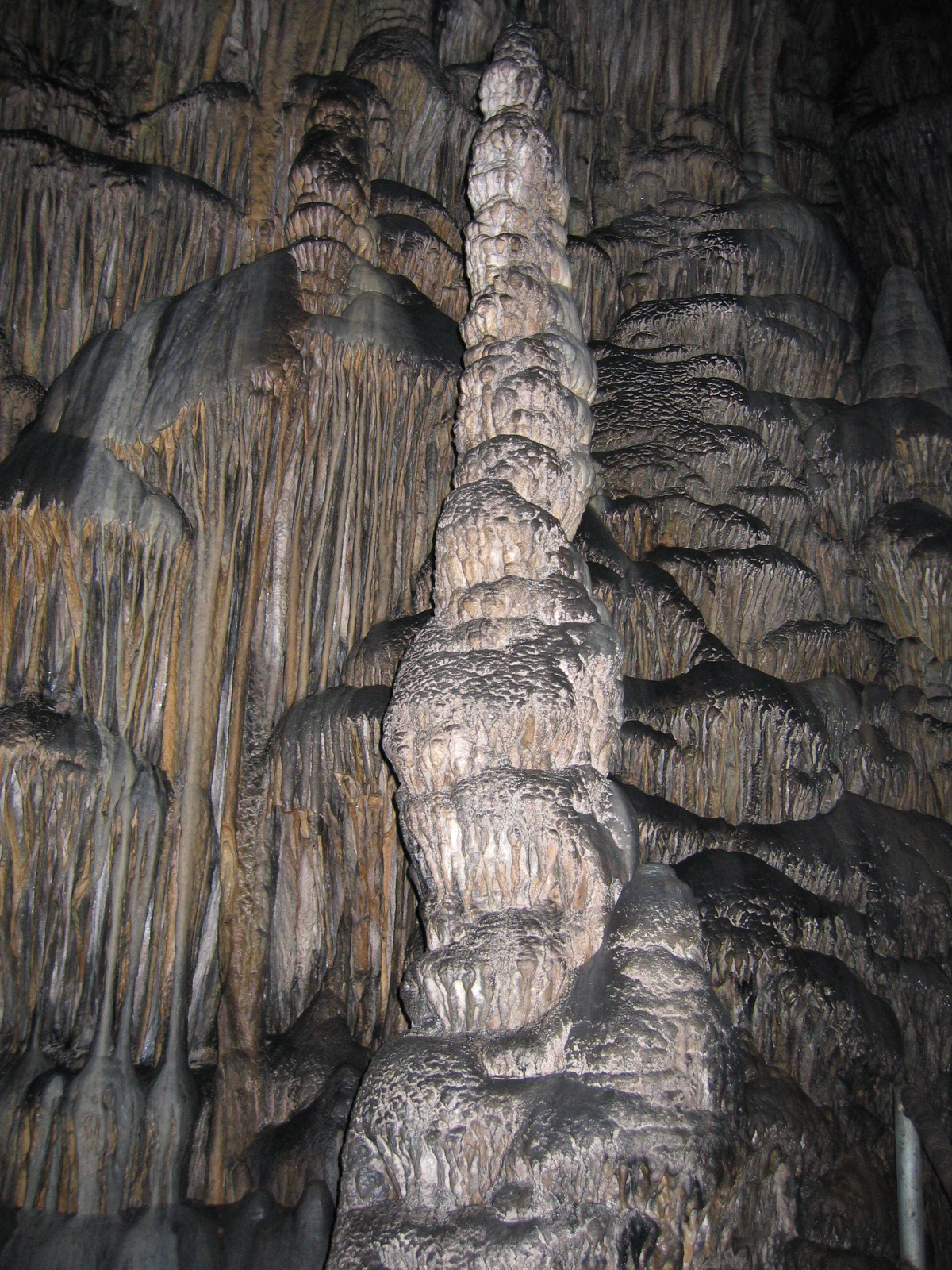
Estalagmita a la cova de Dicte

La Cova de Dicte (grec: Δικταίον Άντρον, Diktéon Ándron) és a 1025 m d'alçada, vora del poble de Psikhro (Psychro), a la Prefectura de Lassithi, a l'illa de Creta. Ha estat identificada amb el lloc de naixença de Zeus segons la descripció que en fa Hesíode a la Teogonia. Segons la mitologia, aquí és on la nimfa Amaltea va nodrir Zeus, que havia estat amagat per la seva mare Rea per a protegir-lo de son pare Cronos. El mateix mite se situa també a la Cova d'Ida.
Es deia que aquesta cova era propietat de les abelles, que són sagrades perquè van alimentar Zeus. Un dia, els lladres Laios, Cèrber i Egoli, acompanyats de Celeu, hi van voler entrar pensant que trobarien molta de mel. Es van vestir de cap a peus amb protectors de bronze i van entrar a la cova per treure'n la mel. Però també van veure els bolquers de Zeus, i les peces de bronze es van trencar. Zeus va fer sentir el seu tro i anava a enviar un llamp, però el Destí i Temis ho van impedir, car no era lícit que a la cova hi morís ningú. Zeus els va convertir tots en ocells: Laios en una merla, Celeu en una cornella, Egoli en un trencalòs i Cèrber en un ocell que en grec també es diu Cèrber. Aquests ocells eren de bon averany, perquè havien sortit de la cova sagrada.